# اضطراب الكرب التالي للصدمة النفسية
اضطراب الكرب التالي للصدمة أو اضطراب ما بعد الصدمة يسمى أحيانا اضطراب الكرب التالي للرضح (يرمز له اختصاراً PTSD من Posttraumatic stress disorder) هو نوع من أنواع المرض النفسي
حسب النظام العالمي للتصنيف الطبي للأمراض والمشاكل المتعلقة بها.
يسبق اضطراب ما بعد الصدمة استنادا إلى تعريف الاضطراب، حادثا واحدا أو عدة حوادث كارثية أو تهديدات استثنائية. كالحروب وَالتعرضات القتالية العسكرية وَحوادث المرور وَالعنف الأسري وَالاعتداءات الجنسية وَإساءة معاملة الطفل وَالتعذيب وَالحوادث الإرهابية وَالكوارث الطبيعية. ليس من الضروري
أن يكون التهديد هذا موجها إلى الشخص ذاته، بل يمكن أن يكون موجها إلى أشخاص آخرين (مثلا إذا كان الشخص شاهدا لحادث خطير أو عمل من أعمال العنف). تظهر الأعراض النفسية والجسدية لاضطراب ما بعد الصدمة عادة في غضون نصف عام بعد الحدث الصادم. يؤدي الحادث الصادم إلى اهتزاز فهم الشخص لذاته والعالم من حوله وإلى تشكل أحاسيس العجز لديه.
من المرادفات الأخرى لاضطرابات ما بعد الصدمة: أمراض ما بعد الصدمة، متلازمات ما بعد الصدمة، الاضطرابات النفسية لما بعد الصدمة، المتلازمات النفسية القاعدية لما بعد الصدمة.

## الأسباب
وفقا للتعريف الذي صاغته رابطة الجمعيات العلمية الطبية الاختصاصية في ألمانيا التي وضعت أيضا التعليمات الخاصة لعلاج اضطرابات ما بعد الصدمة، فإن:

«اضطراب ما بعد الصدمة، هو رد فعل لاحق محتمل من معايشة حدث مؤلم أو أكثر من قبيل معايشة العنف الجسدي والجنسي، أيضاً في الطفولة التحرش الجنسي، الاغتصاب، الهجوم العنفي على الشخص ذاته، الاختطاف، أن يؤخذ المرء كرهينة، الهجمة الإرهابية، الحرب، الأسر، الاعتقال السياسي، التعذيب، الاحتجاز في معسكرات الاعتقال، الكوارث المُتسبَبة من قبل الإنسان أو الطبيعة، الحوادث (اليومية)، عند تشخيص مرضا مستعصيا، على ذات المرء، أو على أشخاص آخرون»
صيغ هذا التعريف بشكل مشترك من قبل عدد من الجمعيات والروابط الألمانية.
لم تدرج جميع الأسباب المحتملة لاضطرابات ما بعد الصدمة في ظل هذهِ الصياغة كما جرت المحاولة في أن تكون واضحة بشكل كاف بحيث أن لا يعتبر كل طارئ محتمل كمُسبِب لها.
ولذلك أستبعد من هذا التعريف الإجهادات التي لا تقع في نطاق الأحداث الاستثنائية أو الكارثية، كمسائل الانفصال أو الطلاق أو وفاة أحد الأقارب (الهجر)
الأعراض النفسية الناجمة عن مثل هذه الأحداث غير الكارثية لا تصنف على كونها كاضطرابات ما بعد الصدمة، ولكن كاضطراب في التكيُف.
من الأشكال الشديدة بشكل خاص لاضطرابات ما بعد الصدمة ما يسمى بمتلازمة الناجين من معسكرات اعتقال المحرقة النازية، كما تلك المعروفة خاصة في المنطقة المتحدثة بالإنجليزية بمتلازمة ما بعد فيتنام Post Vietnam Syndrome PVS.
كان هناك حديث عن «مرض القذيفة» bomb-shell disease خلال الحرب العالمية الأولى، وفي ألمانيا كان يسمى المرضى باضطراب ما بعد الصدمة آنذاك «بمرتجفي الحرب»، بينما خلال الحرب العالمية الثانية كان هناك حديث عن «سعادة القنبلة». فيما يشكل اضطراب ما بعد الصدمة حاليا مشكلة طبية خاصة عند الجنود الأمريكيين والألمان وجنود العديد من البلدان الأخرى، العائدين لبلدانهم من مهماتهم القتالية في العراق وأفغانستان.
لا ينشأ اضطراب ما بعد الصدمة بسبب عدم الاستقرار النفسي، ولا هو تعبير عن مرض نفسي - إذ إن الأشخاص الأصحاء نفسيا يمكن أن تنشأ لديهم اضطرابات ما بعد الصدمة. ومع ذلك، هناك بعض عوامل الخطر عند بعض الأشخاص ترجح احتمال تولد اضطرابات ما بعد الصدمة لديهم.
إن اضطرابات ما بعد الصدمة هي محاولة الكائن الحي للبقاء على قيد الحياة رغم حالة الصدمة إذ ظهر التهديد على الحياة. وبالتالي، فهي ليست تعبير عن الفشل (أو الخلل)، ولكن تشكل استجابة صحية ورد فعل مناسب إزاء الحدث.
أظهر علماء الأعصاب في جامعة أوتريخت الهولندية أن المصابين باضطراب ما بعد الصدمة لديهم استجابة ضعيفة بشكل غير اعتيادي للآلام النفسية.
يشير المصطلح الشائع «رد فعل ما بعد الصدمة» إلى هذا الفرق أيضا. إذ هنالك فرق واضح بين ما يسمى رد فعل التوتر الحاد على الحدث، الذي يمكن أن يحدث في فترة وجيزة ويهدف إلى ضمان البقاء على قيد الحياة، واضطرابات ما بعد الصدمة التي تؤدي إلى ضرر مستدام لدى المصابين.

## المخاطر والعوامل الوقائية
تشمل عوامل الخطر، أحداث حياتية وظروفا معيشية مجهدة، تساهم كل بانفراد أو نتيجة تظافرها في تَشَكُل اضطراب ما بعد الصدمة.
يمكن لعوامل الخطر ان تكون متواجدة قبل حدوث الصدمة (عوامل الخطر السابقة للصدمة)، أو أن تتشكل خلال الصدمة أو بعدها (عوامل الخطر اللاحقة للصدمة).
من بين جملة عوامل الخطر لتشكل اضطرابات ما بعد الصدمة، يمكن أن نورد هنا طول مدة حدث الصدمة وشدة قوتها.
مقارنة بالكوارث الطبيعية، فإن العنف المُتَسَبَب عن الإنسان (على سبيل المثال، والاغتصاب، والحرب، والاضطهاد السياسي أو التعذيب) لها عواقب نفسية وخيمة أكثر وطأة على الضحية.
الفظائع التي شهدها أناس أثناء الحرب أو في السجون، سواء كضحايا أو كشهود، لا تتوافق مع نظرتهم المسبقة للعالم.
ليبقى «رعب مجهول يتعارض مع الاعتقاد الأصلي في افتراض وجود الروح الإنسانية».
الأفراد الذين تعوزهم شبكة علاقات اجتماعية متينة، أو الأشخاص الذين عانوا من مشاكل نفسية مسبقة، يكونون عادة أكثر عرضة للإصابة باضطرابات ما بعد الصدمة في حالة تعرضهم لصدمة نفسية.
ويرتبط مع زيادة احتمال تشكيل أعراض ما بعد الصدمة: تجربة
يترافق فيها معايشة «هزيمة نفسية» باحتمال غالب مع تَشَكُل أعراض ما بعد الصدمة.
أفراد فرق المساعدة المؤهلون (مثل رجال الإطفاء أوالشرطة) نادرا ما تتشكل لديهم اضطرابات ما بعد الصدمة قياسا بأشخاص غير مؤهلين.
حددت السيدة ايگله وآخرون سلسلة من عوامل الخطر المسبقة للصدمة. ويشمل ذلك جملة أمور منها، الافتقار إلى الدعم العاطفي للوالدين أو الأقارب، النشأة في العوز والفقر، انخفاض المستوى التعليمي للوالدين، النشأة في عوائل كثيرة الأعضاء مع ضيق المساحة السكنية، الجريمة وانتحار أحد الوالدين أو كليهما، انخفاض التناغم العائلي، اضطراب نفسي لدى أحد أو كلا الوالدين، السلوك الاستبدادي لأولياء الأمور، الأطفال غير الشرعيين، التنشئة في ظل أحد الوالدين فقط، قصر المسافة العمرية لولادة الأطفال، وافتقار الأطفال إلى العلاقة والتواصل مع أقرانهم.
قدمت دراسة إعادة تأهيل قدامى الحرب الفيتنامية في 1983 معلومات مهمة حول المخاطر والعوامل الوقائية لاضطراب ما بعد الصدمة.
30، 9% من قدامى المحاربين و26، 9% من المحاربات قد عانوا خلال مسيڕة حياتهم من اضطراب ما بعد الصدمة.
فيما كان 15، 2% من الذكور و8، 5% من إناث قدامى المحاربين يعانون إذبان إجراء الدراسة من اضطراب ما بعد الصدمة.
كعوامل خطر حُدِدَت:
- عوامل الخطر قبل العمليات القتالية:
  - الإصابة بالاكتئاب قبل المهمة القتالية
  - نمط عقابي لتربية الأطفال من قبل الوالدين
  - الانحدار من عائلة غير مستقرة
  - الانحدار من الأصول الإسبانية الأمريكا لاتينية
- عوامل الخطر خلال العمليات القتالية:
  - تفكك قريب من الصدمة[16] (التفكك[17] مباشرة بعد الصدمة)
- عوامل الخطر بعد العمليات القتالية:
  - الأحداث الحياتية المجهدة (مثل الطلاق، وفقدان أحد أفراد الأسرة، والمرض)
  - التعرض لمزيد من الصدمات

على طرف نقيض من عوامل الخطر فإن العوامل والظروف الوقائية تحمي ضد الإصابة بالصدمات النفسية على الرغم من حجم ونوعية الأحداث، وعلى الرغم من العوامل الظرفية للحادث التي قد ترجح وقوع صدمة نفسية. لقد تم تحديد عوامل وقائية منها:
- عوامل وقائية قبل العمليات القتالية
  - العلاقة الوثيقة مع أولياء الأمور
  - المستوى التعليمي العالي
  - الوضع الاجتماعي والاقتصادي الجيد
  - الانحدار من أصول يابانية أمريكية
- عوامل وقائية أثناء العمليات القتالية
  - لاتوجد
- عوامل وقائية بعد العمليات القتالية
  - الإسناد الاجتماعي

اضطراب ما بعد الصدمة والجينات 
ليست الصدمة النفسية فقط بل يبدوا أن الجينات الوراثية تلعب أيضا دورا في تشكل أعراض غير مقبولة اجتماعيا بعد حادث الاعتداء.
يبدوا أن الأطفال ذوي الكروموسومات X ذات النشاط الأوكسيديزي أحادي الأمين المنخفض تتشكل لديهم احتمال الإصابة باضطرابات ما بعد الصدمة بنسبة الضعف مقارنة بسواهم من الأطفال (في حال حصول الصدمة).
ويتزايد احتمال مشاركتهم كمرتكبي جرائم، لحد عشرة أضعاف في سنوات عمرهم دون 26 سنة قياسا بمصدومين آخرين بدون هذه الخلفية الجينية.

## أرقام وإحصائيات
إن 50% إلى 90% من الأطفال والبالغين في الولايات المتحدة قد عايشوا حادث صدمة. ولكن ليس بالضرورة ان تتسبب تلك المعايشة في تشكل اضطراب ما بعد الصدمة.
معدلات انتشار اضطراب ما بعد الصدمة هو حوالي 8% في المئة وقد يرتفع إلى 50% عند الذين تعرضوا لحادث صدمة عند الفئات المؤهلة مثل العاملين في
مجالات الإنقاذ والأطباء ورجال الشرطة أو الجنود. إن 30% من العينات الألمانية المتخذة في حالة لتحرش الجنسي، وكل ثاني حالة اغتصاب، تسبب في تشكل اضطراب ما بعد الصدمة. وفقا لدراسة أجرتها جامعة كاليفورنيا في 2011م، تصاب النساء اللواتي يعانين من اضطرابات ما بعد الصدمة
بنسبة أكبر، بالتهابات مزمنة، يمكن أن تؤدي إلى الإصابة بأمراض القلب وغيرها من الأمراض المزمنة التي تقصر العمر.
استنادا إلى كتاب لگيدو فلاتن وآرني هوفمان سنة 2001م، فإن احتمال بروز اضطراب ما بعد الصدمة هو بعد الملاحقة والسجن السياسي أعلى بكثير مما هو مفترض، ليصل إلى حوالي 50 إلى 70 في المئة.
إلا ان هذين المؤلفين وضعا معايير مختلفة للتشخيص، مما هو معتمد من قبل منظمة الصحة العالمية.
وفقا لدراسة أجريت عام 2004م من حالات الصدمة أثناء مهمة قتالية يؤدي بالجنود المصابون في 38، 8% من الحالات لتشكل اضطرابات ما بعد الصدمة.
بعد تجربة الحرب الفيتنامية كانت المعدلات في حدود لا يستهان بها (أكثر من 30% من المقاتلين).
يعاني بشكل غير متوقع بعد عشر سنوات من بداية الحرب في أفغانستان والعراق نسب أقل من الجنود الأمريكيين من النسب المنتظرة من اضطرابات ما بعد الصدمة.
ذكرعالم النفس ريتشارد ماكنالي من كلية الطب بجامعة هارفارد في مقالة نظرة عامة نشرت في 2012م استنادا على دراسات متعددة قد أجريت، إن نسبة تتراوح بين 2، 1% إلى 13، 8% من المشاركين في حرب العراق وأفغانستان مرضى.
حسب أكثر الدراسات موثوقية ومنهجية فإن 7، 6% من الذين شاركوا في مناوشات من الجنود لديهم أعراض نموذجية من اضطرابات ما بعد الصدمة.

## أشكال التشخيص
إن أعراض اضطراب ما بعد الصدمة قديمة ربما قدم وجود الإنسان.
حيث تذكر مرارا في الروايات التأريخية. على سبيل المثال من قبل صموئيل بيبس الذي شهد حريق لندن الكبير في 1666م.
إذ يكتب بعد مدة نصف سنة من الكارثة في مذكراته: "كم هو عجيب أني لا أستطيع الآن النوم ليلا، دون أن ينتابني خوف كبير من النار؛
في هذه الليلة بقيت مستيقظا حتى ما يقرب من الساعة الثانية صباحا، لأنني لم أستطع التخلي عن التفكير بالنار."
لم يلاقي اضطراب ما بعد الصدمة في الطب الاهتمام الكافي إلا في الآونة الأخيرة فقط.
صاغ العالم النفساني الألماني إميل كريبلن في نهاية القرن 19 مصطلح «عصاب الخوف»
لوصف الأعراض التي ظهرت عند ضحايا الحوادث والإصابات الخطيرة خاصة ضحايا الحرائق، أو الخروج عن قضبان السكك الحديدية والاصطدام بالقطارات.
ولقد وصفت أعراض اضطراب ما بعد الصدمة في وقت مبكر من قبل أحد تلامذة سيغموند فرويد إلا وهو أبرام كاردينر.
ولم يجد الاضطراب مدخلا إلى التشخيص إلا في عام 1980م في الدليل الأمريكي المعتبر دوليا «دليل التشخيص DSM III» المنشور من قبل الرابطة الأمريكية للطب النفسي APA، والذي توجد نسخة منقحة منهُ الآن "دليل التشخيص DSM IV ".
حيث تم سرد المتلازمة كشكل من أشكال اضطرابات الخوف تحت الفقرة 309.81.
كما تم ايراد اضطراب ما بعد الصدمة وفقا لـ ICD-10 (التصنيف الدولي للأمراض) لمنظمة الصحة العالمية تحت الشفرة F43.1.

### معايير التشخيص لاضطراب ما بعد الصدمة وفقا للتصنيف الدولي للأمراض
من اجل التشخيص وفقا لمعايير التشخيص لاضطراب ما بعد الصدمة وفقا للتصنيف الدولي للأمراض ICD-10، يجب أن تتواجد لدى المريض المعايير التالية:
- إن الشخص المعني قد تعرض لحادث ذو بعد تهديد استثنائي أو كارثي على مدى مدة قصيرة أو طويلة. هذا الحادث كان من شأنه ان يتتسبب عند أي شخص آخر تقريبا حالة من اليأس العميق.
- عند توفر واحدة من الحالات التالية: كون المصدوم يتذكر الحدث الصادم باستمرار، أو تتولد لديه مرارا حالة صدمة بسبب الافكر الاقتحامية المتمثلة بتذكر حادث الصدمة الإولى (صدى الذكريات واجترار الذكريات، والأحلام أو الكوابيس)، أو الإحساس بالمحنة عند الولوج في الحالات التي تتصل أو التي تشبه ظروف الصدمة.
- الشخص يتجنب الظروف (القائمة فعليا أو المحتملة) التي تشبه ظروف الصدمة.
- مع توفر واحدة على الأقل من المعايير التالية:
  - عجز جزئي أو كامل في تذكر بعض الجوانب الهامة من تجربة الصدمة المرهقة؛ أو
  - وجود الأعراض المستمرة للإثارة ولزيادة الحساسية النفسية، حيث يجب فيها أن تتحقق اثنين على الاقل من الميزات التالية:
    - صعوبة الدخول في النوم، أو الأرق
    - زيادة الإحساس بالمباغتة
    - التحفز واليقظة المفرطة
    - مصاعب التركيز
    - الهيجان ونوبات الغضب
- يجب أن تظهرأعراض اضطراب ما بعد الصدمة في غضون ستة أشهر بعد وقوع الحدث المجهد (أو بعد فترة الإجهاد، مثلا بعد مدة من السجن).

يرافق ذلك في كثير من الأحيان الانسحاب والانعزال الاجتماعي، وتواجد شعور من الخدر والبلادة العاطفية، واللامبالاة ازاء الأشخاص الآخرين فضلا عن تعكر المزاج.

إذا استمرت الاعراض المزمنة لاضطراب ما بعد الصدمة لسنوات عديدة، يمكن تشخيص تغييردائم في الشخصية بعد اجهادات استثنائية F62.0

### معايير التشخيص لاضطراب ما بعد الصدمة وفقا لدليل التشخيص والإحصاء للاضطرابات النفسية
معايير التشخيص لاضطراب ما بعد الصدمة وفقا لدليل التشخيص والإحصاء للاضطرابات النفسية DSM IV 1996م
A- واجه حادث صدمة نفسية، وهي:
1. المواجهة الأولى في ان يكون الشخص نفسه أو أشخاص آخرون مقربون منه على وشك الموت أو تحت التهديد بالسلامة الجسدية (موضوعية)
2. ردالفعل: الخوف الشديد، والعجز أو الرعب (ذاتي)

B- عودة معايشة الحدث المستمرة على شكل
1. معاودة الذكريات المؤرّقة والمزعجة (الصور، والأفكار والتصورات) و/ أو
2. معاودة الأحلام المجهدة و/ أو
3. التعامل أو الشعور كإن الحدث يتكرر

C- التهرب الدائم من المحفزات المرتبطة بالصدمة أو تسطيح الاستجابة العامة لها. وذلك عند استيفاء ثلاثة من المعايير سبعة التالية:
1. التجنب المقصود للأفكار والمشاعر أو المحادثات المتعلقة بالصدمة
2. التجنب المقصود للأنشطة والأماكن أو الأشخاص اللذين يثيرون الذكريات
3. عدم المقدرة على تذكر جزء هام من الصدمة
4. تضاءل ملحوظ للاهتمام أو المشاركة في الأنشطة الهامة
5. الإحساس بعدم الارتباط والقطيعة عن الآخرين
6. محدودية التأثر العاطفي
7. الإحساس بمحدودية المنظور

D- الأعراض المستمرة لزيادة الإثارة. عند توفر اثنين من المعايير الخمسة التالية:
1. مصاعب في الاستسلام للنوم أو الأرق
2. الهيجان أو نوبات الغضب
3. مصاعب التركيز
4. التحفز (اليقظة الشديدة)
5. الجفل (من يجفل) المبالغ

E- اضطراب يستمر لفترة أطول من شهر واحد
F- اضطراب بسبب آلام مرضية سريرية كبيرة أو اختلال في المركز الاجتماعي أو المهني وما شابه

## تشخيص المضاعفات
إن اضطراب ما بعد الصدمة هي واحدة فقط من عدة اضطرابات ممكنة لما بعد الصدمة. الاضطرابات المرتبطة به هي:
- اضطراب التوتر الحاد.[33]
- اضطراب التكيُف.[34]
- تغير في شخصيته دائم بعد تجربة كارثية.[35]

مزيد من اضطرابات الصدمة هي:
- اضطرابات فصامية.[36]
- اضطرابات الألم الجسدية المجهولة.[37]
- اضطرابات الشخصية الحدية.[38]

الاضطرابات المرتبطة الأخرى التي قد تظهر بشكل كبير بعد الصدمة:
- اضطراب الشخصية المعادية للمجتمع.[39]
- اضطرابات الأكل.[40]
- أضطراب العاطفة (الكآبة).[41]
- الإدمان على المخدرات.[42]
- الهجاس أو توهم العيا.[43]

## أعراض أخرى

### الإرهاب المكتوم
المرضى المصابين بصدمات يشيرون مرارا وتكرارا إلى «الإرهاب المكتوم» (رعب الإفصاح)، التي تنتابهم. إذ فيما هم يتذكرون الصدمة مرة أخرى، الا انهم غير قادرون غالبا على التعبير بالكلمات عن افكارهم ومشاعرهم في وصف حادث الصدمة.

### مشاعر العجز واليأس
هرم الحاجات الإنسانية حسب ماسلو:
| تحقيق الذات |

| الاعتراف والتقدير |

| حاجات اجتماعـية |

| حاجات الأمـان |

| الحاجات الحيـاتية والأساسية |

وفقا لابراهام ماسلو، فإن الحاجة إلى الأمن هي واحدة من احتياجات الإنسان الأساسية. الناس يفضلون بيئة
آمنة ويمكن التنبؤ بها، والسيطرة عليها، على بيئة خطيرة ولا يمكن التنبؤ بها ولا يمكن السيطرة عليها.
إن الشخص يتعلم عادة في أثناء طفولته وشبابه أن يضمن حاجته للسلامة والحماية من الخطر. إن الأطفال المهملون (عاطفيا)، من قبل والديهم أو اللذين أسيئ معاملتهم أو تم التحرش الجنسي بهم واللذين ينشأون في ظل ظروف الحرب وأطفال الحالات المماثلة يشكلون استثناء. الشخص الذي قد أستوفيت حاجته للأمن، تتولد لديه القناعات التالية:
- العالم مكان آمن، ومعظم الناس حسنوا المقاصد
- الأشياء التي تحدث في العالم يحدث لأسباب معينة.
- الناس الحسنون تحصل معهم اشياء جيدة

هذه المعتقدات غالبا ما تكون بعد الصدمة محل تساؤل. بعد الصدمة يبدو العالم معاديا، لا يمكن التنبؤ به ومليئ بالفوضى. كما يتم فقدان الاعتقاد بأن العالم موثوق به.
هذه الأعراض يمكن أن تحدث مباشرة بعد التعرض لصدمة أو مع تأخر لسنوات عديدة إو عقود.

### أعراض عامة
- فقدان الذاكرة الجزئي
- كآبة
- اضطرابات فصامية
- تغيرات في الشخصية
- اضطرابات التعلق والارتباط
- الإدمان
- أنماط السلوك العدواني
- السلوك والافعال الجارحة للذات
- محاولات الانتحار
- مشاكل جنسية (عند اللذين تعرضوا للاغتصاب أو الاعتداء الجنسي)

### أعراض محددة عند الأطفال ضحايا العنف الجنسي
قد تحدث عند ضحايا العنف الجنسي لدى الأطفال بالإضافة إلى الأعراض العامة الموضحة أعلاه أعراض معينة:
- التبول اللاإرادي بعد أن يكون الطفل قد تخطى ذلك بالفعل أو التبول اللاإرادي في سنين عمر متقدمة
- التغوط اللاإرادي
- سلوك جنسي قوي
- اللعب الجنسي بما لا يتناسب مع الأعمار

انظر التحرش الجنسي بالأطفال فقرة الآثار كما قارن Child sexual abuse فقرة Effects

ملاحظتان:1-الاعراض هذه قد تظهر وقد لا تظهر 2- كما انها ليست قرينة ولا دليل لحصول الحدث بل أعراض قد تظهر في حالة حصوله مسبقا

### اعراض خاصة عند أحد الوالدين الذي يعاني من اضطراب ما بعد الصدمة
أبحاث التعلق
نظرية التعلق
أظهرت أن هناك علاقة بين صدمة للوالدين والتعلق الغير متيقن للأطفال الصغار.
لهذا السبب، من المهم أن تشمل الفحوصات الأطفال الذين يتم تشخيص اضطرابات معينة في التعلق لديهم (مثل عند تشوه القاعد الآمنة Secure base distortion) أو اللذين يتم رعايتهم من قبل أمهات مصابات بالصدمة النفسية.
في مثل هذه الحالة، يكون العلاج النفسي الأسري مفيدا.

### العلاقة بين اضطراب الشخصية الحدية مع الصدمات النفسية في مرحلة الطفولة
مدى احتمال تطور الصدمة النفسية في مرحلة الطفولة إلى اضطرابات أخرى لاحقا، مثل اضطراب الشخصية الحدية، أمر مثير للجدل علميا.
الأشخاص الحديون يشيرون إلى تجربة اعتداء جنسي مروا بها (حوالي 65%)، عنف جسدي (حوالي 60%)، والإهمال الشديد (حوالي 40%)، كما يتراكم أكثر من 85 في المئة من الحالات في أشخاص قد مروا بتجارب طفولة على شكل صدمات متعددة قابلة للتذكر.
كما يأتي بالإضافة إلى ذلك أضرار محتملة في خلال السنوات الأولى من الحياة.
هذه يكون لها تأثيرات سلبية اقوى بسبب حصولها في مرحلة التطور العصبي عند الطفل.
من اللافت للانتباه أن نسب الضرر العصبي لمرضى اضطراب ما بعد الصدمة (في الحالات الشديدة) ونسب مرضى الشخصية الحدية متطابقة.
وبأن في كلتا الحالتين المرضيتين تتشكل نفس الأعراض، بحيث يصعب التفرقة بينهما عمليا بدون توفر المعلومات الإضافية المتعلقة بكل حالة.
من ناحية أخرى، فإن العديد من العلماء ينتقدون الافتراضات النظريات القائلة بأن اضطراب الشخصية الحدية هو متلازمة إجهاد مزمنة لاضطراب ما بعد الصدمة النفسية.
أنهم يتبنون الرأي القائل بأن الصدمة الجنسية ليست ضرورية ولا شرطا كافيا لتشَكُل اضطراب شخصية حدية.
كما إن الاعتقاد سائد بقوة بين الأطباء، بأنه لا يوجد دليل علمي على ان الاضطراب المزمن للشخصية الحدية هو شكل من اشكال اضطراب ما بعد الصدمة.

### صعوبات الانغمار في الحياة ثانية
يواجه الكثير من الناس بعدة الصدمة النفسية صعوبات بالانغمار في الحياة ثانية.
هناك إحصاءات تبين أن واحدا من كل أربعة بلا مأوى في أميركا هو من المحاربين القدامى.
ما يقرب من 200، 000 من الجنود السابقين وفقا لوزارة شؤون المحاربين القدامى، لا يوجد لديهم مسكن ثابت.
كثير منهم هم من المحاربين القدامى في فيتنام.
بل هناك على نحو متزايد اعداد كبيرة من العاطلين عن العمل واللذين بلا مأوى بين المحاربين القدامى في العراق.

### الشكاوى البدنية
الناس المصابين بصدمات نفسية يجدون أنفسهم في نوع من مزاج الإنذار المستمر.
الأشياء الصغيرة التي تذكرهم بالصدمة، مثل الإيحائات الجنسية (صور شبه عارية)، أناس بالزي العسكري، والأخبار، والضوضاء والتضييق أو الذكرى السنوية للاعتقال، هي ما تسمى بالزناد الذي يعمل على ظهور الأعراض الجسدية مثل خفقان، الارتجاف، والعرق البارد، والضيق في التنفس، والغثيان ويسبب الإغماء. قد تكون هذه الأعراض أيضا لأسباب صحية أخرى ينبغي أن تستبعد أولا من قبل الأطباء البدنيون بطبيعة الحال.

### زيادة الوفيات
وجد فولف (1960) في دراسة عن الأسرى السابقين من الحرب العالمية الثانية، أنه في غضون السنوات الست الأولى بعد إطلاق سراح هؤلاء الأسرى قد مات بمرض السل منهم تسعة مرات أشخاص أكثر قياسا بالمواطنين المدنيين.
كما زادت معدلات الوفيات الناجمة عن أمراض الجهاز الهضمي والسرطان وأمراض القلب أيضا.
العالمان بلمان وكانغ (1997) وجودا صلة ما بين اضطراب ما بعد الصدمة وزيادة خطر الوفاة لأسباب خارجية (مثل الحوادث أو تعاطي جرعات زائدة) بين قدامى المحاربين في حرب فيتنام.

## حظوظ التشافي من اضطراب ما بعد الصدمة
درس كلارك وهانسي
حياة الأطفال الذين تم تبنيهم من البلدان النامية الذين عانوا من سوء التغذية وكان لهم تجارب طفولة مؤلمة.
تم تبني الأطفال من قبل أسر الأمريكية من الطبقات المتوسطة والعليا. خلافا للاعتقاد المسبق بأن هؤلاء الأطفال يعانون من عاهات، تبين ان لهم معدلات فوق المتوسطة من الذكاء والقدرات اجتماعية.
في اختبار اختيار الصورة المطابقة للمفردة كان معدل ذكائهم 120 درجة، وبمقياس فينلاند للنضج الاجتماعي حصلوا في المتوسط على 137 درجة. المتوسط هو100 درجة، تعتبر137 درجة جيدة للغاية. توصل كلارك وهانسي إلى استنتاج مفاده أن الأطفال اللذين يعانون من سوء التغذية ومن الصدمة يظهرون مرونة مدهشة إذا تم تبنيهم في علاقات أسرية مستقرة.
المقصود بالمرونة هي القدرة على التعامل مع مواقف الحياة الصعبة بنجاح. الأشخاص المرونون لديهم عادة عدد من الخصائص:
- يطاوعون الإجهاد بشكل فاعل.
- لديهم مهارات جيدة لحل المشاكل.
- عند المشاكل (العويصة) يطلبون المساعدة.
- أنهم يعتقدون أن هناك امكانات للتعامل مع مشاكل الحياة.
- علاقاتهم مع الأصدقاء وأفراد الأسرة وثيقة.
- يخبرون الأشخاص الموثوقين بانهم عانوا من الصدمة النفسية.
- لديهم اهتمامات روحية أو دينية.
- بدلا من دور «الضحية» أنهم يعتبرون أنفسهم «ناجين» - المقصود بهذا التمييز في اللغة الإنجليزية هل كان الشخص إبّان الصدمة عاجزا وسلبيا («الضحية») أم كان قويا ومتماسكا، عادة بالتزامن مع نهج واعي في التعامل مع الصدمة («الناجي»).
- أنهم يساعدون الآخرين.
- يحاولون انتزاع شيء إيجابي من الصدمة.

توصل آرون انتونوفسكي [الإنجليزية] إلى نتيجة مماثلة عند دراسة مجموعة من النساء اللواتي كن في معسكرات الاعتقال النازية.
تمت مقارنة الحالة العاطفية لعينة منهم.
كانت نسبة النساء اللواتي لم تتضررن صحيا 51% في حين هي في الحقيقة 29% من الناجيات من معسكرات الاعتقال.
النتيجة الغير متوقعة بالنسبة لآرون انتونوفسكي كان التوصل إلى الحقيقة ان 29% من العينة على الرغم من محنة حياة معسكرات الاعتقال تم تقييمهن كسالمات بدنيا ونفسيا.
هذه الملاحظة قادته إلى التساؤل عن الخصائص والإمكانات التي ساعدت هؤلاء الناس، على الحفاظ على الصحة البدنية والنفسية في ظل ظروف المعتقل، وفي السنوات اللاحقة لها. فصاغ انتونوفسكي مفهوم آلية نشؤ الصحة Salutogenesis [الإنجليزية] (مقابل الإِمْرَاض آلية نشوء المرض إمراض)
اضطراب ما بعد الصدمة يتطور غالبا ليكون مزمنا، ولكن يمكن ان تتحسن بواسطة العلاجات أو حتى تلقائيا. تثبت الدراسات مرارا وتكرارا، على أهمية الإسناد لاجتماعي للتغلب على التجارب الصادمة.

## العلاج
الشرط الأساسي لعلاج اضطراب ما بعد الصدمة هو ان تكون الصدمة قد حدثت في الماضي.
ليس من الممكن إجراء العلاج من اضطرابات الصدمة، في حين أن الشخص لا يزال في حالة صدمة.
ينصح غالبا إجراء العلاج النفسي للمصابين بالصدمات النفسية.
بدئا، ينبغي نصح المريض وكجزء من التثقيف النفسي عن مصاعبه، لتتيح له فرصة فهم الأعراض والأسباب.
يوصى عادة في البداية بالعلاج الشبه السريري إذا أثر الاضطراب على القيام بالوظائف اليومية الهامة، مثل عدم استطاعة المصاب الذهاب إلى العمل أو إذا كانت المضاعفات المرضية للاضطرابات موجودة مراضة مشتركة.
ينصح بالعلاج السريري الكامل للمرضى اللذين لديهم ردود فعل قوية من الذعر أو غيرها من الأعراض والمضاعفات المرضية الشديدة
جدا لغرض الحصول على استقرار حالتهم المرضية.
قد يكون المزيد من العلاج في العيادات ضروريا بعد تحقيق الاستقرار.
العلاج النفسي
لعلاج الصدمات النفسية يوجد العديد من الأساليب المختلفة.
وقد وضعت العديد من هذه الإجرائات العلاجية على وجه التحديد استنادا على نتائج البحوث المختلفة بشأن آثار الصدمة.
إذا كان الشخص المعني غالبا ما تطغى عليه ذكريات معايشة الصدمة النفسية وينجم عن ذلك احاسيس وعواطف عنيفة، يمكن أن يكون مفيدا
مساعدته على كيفية التعامل مع الذكريات الاقتحامية بدلا من معالجة الصدمة نفسها مباشرة.
في هذا النهج يتم تجنب مواجهة مباشرة مع تجربة الصدمة.
أما إذا كان الشخص المعني تطغي عليه ذكريات الحادث بشكل اقل، قد يكون التصدي المباشر لتجربة الصدمة مفيدا.
قبل استخدام التقنيات العلاجية للصدمة النفسية، غالبا ما يكون التوصل إلى الاستقرار ضروريا اولا.
بعد معالجة الصدمة، غالبا ما يكون إعادة تقييم وتوجيه ظروف حياة المرء ضروريا وذلك مع تقديم الدعم النفسي. (من قبيل تغيير طبيعة العمل أو مكان السكن... الخ)
تم تطويرأساليب علاجية مختلفة تستهدف خصيصا معالجة الصدمة النفسية.
إذ تم تطوير العلاج السلوكي المعرفي علاج سلوكي معرفي لعلاج آثار الصدمة.
نذكر هنا بشكل خاص علاج المواجهة علاج بالتعرض، الذي طور خصيصا لعلاج اضطراب ما بعد الصدمة بشكل فعال.
حيث يجب على الشخص المتضرر أن يعتاد على ظروف مماثلة لظروف حادثة الصدمة وهو محمي منها.
كما تم تطوير طريقة علاج حساسية حركة العين وإعادة المعالجة
إزالة حساسية حركة العين وإعادة المعالجة
خصيصا لمعالجة الصدمات ويمكن أيضا أن تطبق مع الإجراءات العلاجية الأخرى.
هنا، يتم جلب الشخص عن طريق التحدث إلى وضعية حادثة الصدمة في ظل ظروف محمية.
من خلال التغيير السريع للاتجاه النظر أو من خلال شكل آخر من أشكال تنشيط نصفي الدماغ المتناوب أثناء عملية التذكر التوصل إلى تكامل
ما عايشه من صدمة.
بالإضافة إلى ذلك، هناك أيضا بعض أساليب العلاج النفسي التي تم تكييفها خصيصا لعلاج اضطرابات ما بعد الصدمة.
تجدر الإشارة بشكل خاص آلية العلاج النفسي التخيلي
Psychodynamisch Imaginative Trauma Therapie PITT [الألمانية]
اللذي طور في ألمانيا من قبل لويز ردمان، والذي يستخدم في المقام الأول لعلاج اضطرابات ما بعد الصدمة المعقدة.
بالإضافة إلى طريقة العلاج النفسي الديناميكي للصدمات المتعددة من قبل غوتفريد فيشر وبيتر رايدسر
وهي وسيلة تطبيقية أخرى في علاج
هذا النوع من الاضطرابات.
يتم تشكيل وسائل علاجية مختلفة من وسائل العلاج التخيلي، لتمكين الأشخاص المعنيين من تحقيق التكامل الحذر لخبرة الصادمة.
هنا يمكن أن ينسحب الشخص إلى مكان آمن داخلي، عندما تكون العواطف التي تصاحب ذكريات الصدمة قوية جدا.
كما ان طريقة علاج الصدمة التكاملي التي وضعتها فيلي بوتولو من جامعة ميونيخ هي تشكيلة من طرق العلاج المختلفة التي أثبتت أنها مفيدة للعلاج النفسي من اضطرابات ما بعد الصدمة.
جميع أساليب المعالجة الحديثة تشترك في تجميع وتكامل عدة طرق في حد ذاتها.
أساليب علاجية أخرى
وقد تم تطوير «برنامج العلاج النفسي العصبي» في معهد علم النفس في جامعة غوتنغن بألمانيا.
حيث تم دمج وحدات مختلفة في برنامج العلاج استنادا إلى النتائج الأخيرة من علم الأعصاب، القائلة أن التفكك بين ذاكرة الصدمة الضمنية والصريحة هو الأساس الرئيسي لإجهادات ما بعد الصدمة.
يشتمل ذلك على فيلم لتثقيف المريض حول اضطرابات ما بعد الصدمة، وتقنيات التدخل السلوكي المعرفي، طريقة علاج حساسية حركة العين وإعادة المعالجة مدعوم بالارتجاع البيولوجي، بالإضافة إلى توفير المعلومات الهادفة المرتبطة بالاضطرابات.
من بين أهداف تطبيق الارتجاع البيولوجي في جلسات طريقة علاج حساسية حركة العين وإعادة المعالجة هو اخبار المتعالج
بالعمليات الضمنية خلال التصدي للصدمة، من جهة، ولدراسة مدى التطابق بين مستوى الإجهاد والإثارة الفسيولوجية القابلة للقياس من جهة أخرى.
أظهرت النتائج الأولى لدراسة اجريت على 16 مريضا أنماط مختلفة من النشاط الكهربي في تأثر طريقة علاج حساسية حركة العين وإعادة المعالجة (تحقق لطيف ومترابط).
كما يتم تخفيض أعراض إجهاد ما بعد الصدمة (تخفيف الاعباء الفسيولوجية الذاتية والموضوعية) في متوسط مدة العلاج من 16 جلسة بشكل ملحوظ (حجم التأثير ما بين 1 و2، 5). معدل التغييب صفر في المئة.
علاج التعرض بالسرد هي واحدة من طرق العلاج المطبقة بعد صدمة مركبة أو متعددة من العنف المنظم. هناك حاليا أدلة تجريبية جيدة لفعالية علاج التعرض بالسرد في حالة الصدمة الواحدة أوالمتعددة. كما يوصى دوليا بطريقة العلاج هذه.
طور بيتر ليفين نهجا بيولوجيا يسمى بعلاج المعاناة الجسدية
Somatic Experiencing [الإنجليزية]
لحالات الصدمة وعواقب الصدمة. إذ بواسطة ردود افعال الحماية الذاتية والبيولوجية المقننة يتم تحرير الطاقة المصروفة في الصدمة النفسية ليعود النظام العصبي إلى توازنه الطبيعي.
يمكن مكافحة الكوابيس بأسلوب «بروفة الصور»:
يقوم الشخص المعني خلال النهار بتخيل ان الكابوس سينتهي نهاية جيدة.
يتخذ المريض حلما يتكرر باستمرار. إذ ليس من المهم أن يقوم بتصور جميع الكوابيس. يقوم برسم كل تفاصيل الكابوس هذا ويخترع نهاية جيدة لذلك الحلم.
ليس فقط الكوابيس بل يمكن تحسن أعراض أخرى أيضاً بواسطة هذه الطريقة.
كان علاج ما يسمى الانتعاش النموذجي في العالم الناطق باللغة الإنجليزية في التسعينات في كثير من الأحيان بواسطة الارتداد المنوم.
الحصول على ذكريات الحدث الصادم في ايامنا هذه بهذه الطريقة مثير للجدل.
غالبا ما يتم تنفيذ العلاج في عدة خطوات، الخطوة الأولى هي خلق بيئة آمنة.
الابحاث الحديثة تجري على الإكستاسي
إكستاسي في علاج الهلوسة.
العلاج الدوائي
ينصح المعهد الوطني البريطاني للصحة والنقاهة السريرية وصفات Paroxetin وMirtazapin وAmitryptilin.
في ألمانيا وسويسرا تمت الموافقة على Sertralin وParoxetin في علاج اضطراب ما بعد الصدمة.
يبدو ان تأثير Mirtazapin أفضل في حالات الصدمة الشديدة عند قدامى المحاربين منه عن ادوية مثبطات إعادة امتصاص السيروتونين الانتقائية
SSRI.
يمكن مناولة Trazodon لتحسين النوم.
يوصف Benzodiazepine للعلاج على المدى القصير.
توصلت لجنة علاج اضطراب ما بعد الصدمة إلى استنتاج مفاده أن نتائج الدراسات لم تكن كافية للتوصية باستمرار العلاج بواسطة Benzodiazepine.
إذ ينبغي تجنب تناوله لمدة طويلة بسبب زيادة مخاطر الإدمان عليه.

## الوقاية
لقد شوهدت فوائد متواضعة من الوصول المبكر إلى العلاج السلوكي المعرفي. وقد اقترح إدارة الإجهاد الحاد كوسيلة للوقاية من اضطراب ما بعد الصدمة، ولكن الدراسات اللاحقة تشير إلى احتمال إنتاج نتائج سلبية. مراجعة «... لم تجد أي دليل يدعم استخدام التدخل المقدم للجميع»، وأن «... تدخلات الجلسة المتعددة قد تؤدي إلى نتائج أسوأ من عدم التدخل لبعض الأفراد.»  توصي منظمة الصحة بعدم استخدام البنزوديازيبينات ومضادات الاكتئاب لدى من يعانون من الصدمات. بعض الأدلة تدعم استخدام الهيدروكورتيزون للوقاية عند البالغين، على الرغم من وجود أدلة محدودة أو منعدمة تدعم بروبرانولول أو إسكيتالوبرام أو تيمازيبام أو جابابنتين.

### استجواب نفسي
غالبًا ما يتلقى الأفراد المعرضون للصدمات علاجًا يُطلق عليه اسم الاستجواب النفسي في محاولة لمنع اضطراب الإجهاد اللاحق للصدمة، والذي يتكون من مقابلات تهدف إلى السماح للأفراد بمواجهة الحدث بشكل مباشر ومشاركة مشاعرهم مع المستشار والمساعدة في تنظيم ذكرياتهم عن الحدث. ومع ذلك، وجدت العديد من التحليلات التلوية أن استخلاص المعلومات النفسية غير مفيد ويحتمل أن يكون ضارًا. . وينطبق ذلك على كل من جلسات استخلاص المعلومات من جلسة واحدة وتدخلات الجلسة المتعددة. واعتبارًا من عام 2017، قامت الجمعية الأمريكية لعلم النفس بتقييم استخلاص المعلومات النفسية على اعتبار أن لا يوجد دعم / علاج بحثي ضار محتمل.

### التدخلات المستهدفة للمخاطر
التدخلات المستهدفة للمخاطر هي تلك التي تحاول التخفيف من المعلومات أو الأحداث. يمكن أن تستهدف نمذجة السلوكيات العادية، أو التدريس في مهمة، أو إعطاء معلومات عن الحدث.

## تاريخ التسمية
- 1600م النوستالجيا Nostalgie
- 1800م متلازمة الإجهاد Effort-Syndrom
- 1910م - 1920م عصاب الصدمة أو رجاف الحرب War Neurosis
- 1940م - 1950م عصاب الحرب Battle fatigue
- 1950م - 1970م متلازمة ناجي معسكرات الاعتقال Survivor guilt
- 1970م - 1980م متلازمة ما بعد حرب فيتنام Post-Vietnam-Syndrom
- 1980م اضطرابات ما بعد الصدمة PTBS

## وصلات خارجية
- اضطراب الكرب التالي للصدمة النفسية على مشروع الدليل المفتوح
- مصادر موّجهة للعامة حول اضطراب الكرب التالي للصدمة النفسية (بالإنجليزية)
- مصدر معلومات اضطراب الكرب التالي للصدمة النفسية من كلية الطب في جامعة كوينزلاند (بالإنجليزية)
- مقاييس ممارسة جمعية علم النفس الأمريكية لتقييم وعلاج اضطراب الكرب التالي للصدمة النفسية (تحديث 2017) (بالإنجليزية)